# Ray Shulman
Pour les articles homonymes, voir Shulman.
Raymond Shulman (né le 8 décembre 1949 à Portsmouth de Louis Shulman et Rebecca Laufer, et mort le 30 mars 2023 à Londres) était un musicien britannique et le plus jeune des trois frères Shulman du groupe de rock progressif Gentle Giant.
Ray Shulman est né à Portsmouth. Son père, Louis Shulman, était un trompettiste dans un groupe de jazz, et c'est le premier instrument qu'il a appris à jouer. Il a ensuite appris le violon et la guitare et a été formé pour l'Orchestre national des jeunes de Grande-Bretagne, mais son frère Derek l'a convaincu de rejoindre son groupe Simon Dupree and the Big Sound, qui a ensuite évolué pour devenir Gentle Giant.
Pendant les sessions d'enregistrement de Ray dans le groupe en tant que bassiste, sa virtuosité était souvent comparable à celle de bassistes tels que Chris Squire de Yes. Et il était aussi multi-instrumentiste, jouant d'autres instruments tels que la guitare acoustique et électrique, la flûte à bec, la trompette et le violon. Ray Shulman et Kerry Minnear ont composé et coécrit une grande partie de la musique de Gentle Giant.

## Production
Ray a toujours joué pour Gentle Giant depuis le début en 1970 jusqu'à la dernière tournée en 1980. Par la suite, il est devenu producteur de disques à la fin des années 1980, travaillant notamment avec les Sugarcubes (il a coproduit leur premier album), the Trash Can Sinatras, the Sundays (il a aussi coproduit leur premier album), Ian McCulloch (il a entièrement produit son premier album solo) et the Defects entre autres. Il a également créé de la musique pour plusieurs jeux vidéo, tels que Privateer 2: The Darkening et Azrael's Tear, et a sorti deux EP trance sous le pseudonyme Head-Doctor. Fantasma De Escobar et Head-Doctor, tous les 2 en 1994.

## Mort
Ray est décédé à Londres le 30 mars 2023, à l'âge de 73 ans. Il aurait souffert d'une longue maladie. Il laisse dans le deuil son épouse, Barbara Tanner, et ses deux frères aînés, Derek et Phil Shulman. Sa mort a été annoncée via les réseaux sociaux de Gentle Giant le 1er avril 2023.

## Simon Dupree And The Big Sound
Albums studio
- 1967 : Without Reservations (Parlophone) - (Réédité au Canada en 1968 sous le titre Presenting: Simon Dupree & The Big Sound sur le label Capitol Records)

Compilations
- 1986 : Kites
- 2004 : Part Of My Past (The Simon Dupree And The Big Sound Anthology)
- ???? : The Best Of Simon Dupree - Date de parution inconnue

## Gentle Giant
Pour la discographie voir sur : https://www.discogs.com/fr/artist/240248-Gentle-Giant

## Head-Doctor
Discographie : https://www.discogs.com/fr/artist/36722-Head-Doctor